# توماس فاياداريس
توماس فاياداريس (بالإنجليزية: Tomás Valladares)‏ (و. – القرن 19 م) هو سياسي من نيكاراغوا .